# Tetsuya Okubo
Tetsuya Okubo (大久保 哲哉 Okubo Tetsuya?), född 9 mars 1980 i Kanagawa prefektur, är en japansk fotbollsspelare.
Okubo började sin karriär 2003 i Yokohama FC. Efter Yokohama FC spelade han för Sagawa Express Tokyo, Kashiwa Reysol, Avispa Fukuoka, Montedio Yamagata, Tochigi SC och Thespakusatsu Gunma.